# براندون سميث (لاعب دوري الرغبي)
براندون سميث (بالإنجليزية: Brandon Smith)‏ هو لاعب دوري الرغبي نيوزيلندي، ولد في 31 مايو 1996 في جزيرة واهيكي ‏ في نيوزيلندا.